# Abraj Al Bait
Abraj Al Bait é um complexo de arranha-céu construído na cidade de Meca, na Arábia Saudita. A torre do complexo é a mais alta da Arábia Saudita e uma das mais altas do mundo, com 601 m de altura. Todas as sete torres do complexo estão agrupadas em um único edifício, e a sua área de construção é uma das maiores do mundo, com 1 500 000 m². Foi inaugurado em 2012.
As torres também são conhecidas como Mecca Royal Hotel Clock Tower. O edifício detém vários recordes: o mais alto hotel do mundo, a mais alta torre de relógio do mundo, e o maior mostrador de relógio do mundo, a maior área coberta de um edifício, e o terceiro mais alto do mundo, ultrapassado pelo Burj Khalifa no Dubai e pelo Shanghai Tower em Xangai. Fica apenas a poucos metros da maior mesquita do mundo e do local mais sagrado do Islão, a Grande Mesquita de Meca. O promotor e empreiteiro da obra é o Saudi Binladin Group, a maior empresa de construção da Arábia Saudita.

## Relógio
O hotel é encimado por um relógio de quatro faces, considerado pela Arábia Saudita como o maior relógio do mundo. O relógio é muito maior que o do Big Ben em Londres, que já deteve o título de maior relógio de quatro faces do mundo, assim como o do atual detentor do título, o da Allen-Bradley Clock Tower em Milwaukee, Estados Unidos. Os mostradores do relógio saudita têm mais que o quíntuplo da área. Cada uma das faces do relógio tem 46 metros de diâmetro e será iluminada por dois milhões de lâmpadas LED, junto uma grande inscrição em árabe: الله أكبر ("Deus é grande"), o takbir. Outras 21 000 lâmpadas verdes e brancas, postas no topo do relógio, serão visíveis a uma distância de 30 quilômetros. O brasão de armas saudita aparece no centro de cada face, por trás dos mostradores. Os mostradores também são maiores que o do atual detentor do recorde, no Cevahir Mall em Istambul, com uma face de 36 metros no topo transparente do complexo desse centro comercial.
Um teste de três meses no relógio começou em 11 de agosto de 2010 (o primeiro dia do mês do Ramadã de 1431 AH). Engenheiros alemães e suíços projetaram o relógio e de acordo com o Ministério de Doações Religiosas, o projeto do relógio custará em torno de 800 milhões de dólares. O relógio funcionará conforme o Horário da Arábia (UTC+3).